# Гиперконус

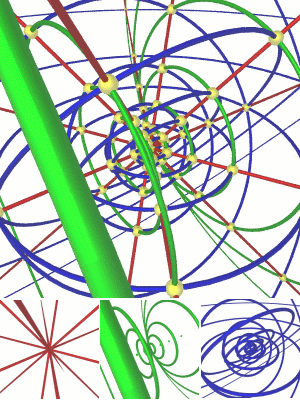
Стереографическая проекция сферического конуса генерирующие линии (красные), параллели (зелёные) и гипермеридианы (синие). Проекция 4D отформатирована в 3D.

Гиперконус (англ. Hypercone) — четырёхмерная фигура, образованная следующим образом.
В четырёхмерной системе координат ставим точку А. Затем рисуем шар с центром в точке В, так чтобы прямая АВ была перпендикулярна шару. Из каждой точки шара проводим отрезок в точку A. Из полученных отрезков вырождается фигура — гиперконус. А — его вершина, В — его основание.
Его гиперобъем:
{\displaystyle V^{4}={\frac {\pi hR^{3}}{3}}}